# Лавовий колодязь
Лавовий колодязь — циліндричне провалля, що утворюється на дні кратера, на схилах щитоподібних вулканів (Гавайські острови) і на деяких базальтових вулканічних покривах.

## Лавовий колодязь на Місяці
Група учених з національного аерокосмічного агентства  Японії ДЖАКСА уперше виявила на поверхні Місяця вертикальне поглиблення, яке з великою імовірністю веде у велетенський лавовий тунель. Цей простір, надійно захищений від перепадів температур, метеоритів і космічного випромінювання, можна буде використати для розміщення там в майбутньому населеної місячної станції. «Колодязь» з діаметром близько 60-70 м, що прямовисно йде углиб супутника Землі приблизно на 90 м, є входом до печери.

## Ресурси Інтернету
- Все про Геологію